# Га’анда (язык)
Га’а́нда (также ганда; англ. ga’anda, ga’andu, ganda, makwar, mokar) — язык центральночадской ветви чадской семьи, язык народа га’анда, распространённый на востоке Нигерии в северной части штата Адамава и в приграничных с ней районах южной части штата Борно. Относится к восточным языкам группы тера. Численность говорящих — около 43 000 человек (1992). Язык преподаётся в начальной и средней школах.

## Вопросы классификации
Язык га’анда относится к группе языков тера в классификации афразийских языков британского лингвиста Роджера Бленча (Roger Blench), в классификации, опубликованной в работе С. А. Бурлак и С. А. Старостина «Сравнительно-историческое языкознание», в классификации чешского лингвиста Вацлава Блажека (Václav Blažek), а также в классификации чадских языков в статье В. Я. Порхомовского «Чадские языки», опубликованной в лингвистическом энциклопедическом словаре, в которой га’анда вместе с хона противопоставлены в составе группы тера языкам тера и джара. Язык га’анда наиболее близок языкам тера, джара, бога, хона, ньиматли, пидлими (хина), габин и нгваба.

В классификации, представленной в справочнике языков мира Ethnologue, га’анда вместе с хона и бога включён в число восточных языков подгруппы А1 группы А ветви биу-мандара.

## Ареал и численность
Территория распространения языка га’анда в штате Адамава расположена в основном в районе Гомби (англ. Gombi), небольшая часть носителей га’анда живёт также в районах Сонг (англ. Song), Гуюк (англ. Guyuk) и Муби (англ. Mubi). В штате Борно поселения га’анда находятся в районе Биу (англ. Biu).
С запада и северо-запада к области распространения га’анда примыкает ареал центральночадского языка бура-пабир, с северо-востока, востока и юго-востока — ареал центральночадского языка хона, с юга и юго-запада — ареал диалектов адамава нигеро-конголезского языка фула.
Численность носителей га’анда по данным справочника языков мира Ethnologue составляет около 43 000 человек (1992). По данным сайта Joshua Project численность этнической группы га’анда оценивается в 70 000 человек. Носители га’анда также говорят на языках фула и хауса. Язык преподаётся в школах тех селений, в которых га’анда составляют большинство. Носители языка га’анда в основном исповедуют христианство, часть придерживается традиционных верований.

## Диалекты
Язык га’анда по данным одних источников распадается на три диалекта — бога, габин и собственно га’анда, по данным других включает только два диалекта — габин и собственно га’анда (Ethnologue), в классификации Роджера Бленча бога и габин рассматривается как самостоятельные языки наряду с га’анда.